# Byszewo (Łobez)
Byszewo (deutsch Büssow, früher auch Bussow) ist ein Wohnort in der polnischen Woiwodschaft Westpommern. Er gehört zum Dorf Grabowo (Grabow) in der Gmina Łobez (Stadt- und Landgemeinde Labes) im  Powiat Łobeski (Labser  Kreis).

## Geographische Lage
Die Wohnstätte liegt in Hinterpommern, etwa 21 Kilometer südöstlich der Stadt Resko (Regenwalde), sechs Kilometer nordöstlich der Stadt Łobez (Labes), vier Kilometer nordwestlich des Dorfzentrums von Zdzisławice (Christinenhof) und einen Kilometer nordwestlich von Grabowo (Grabow).

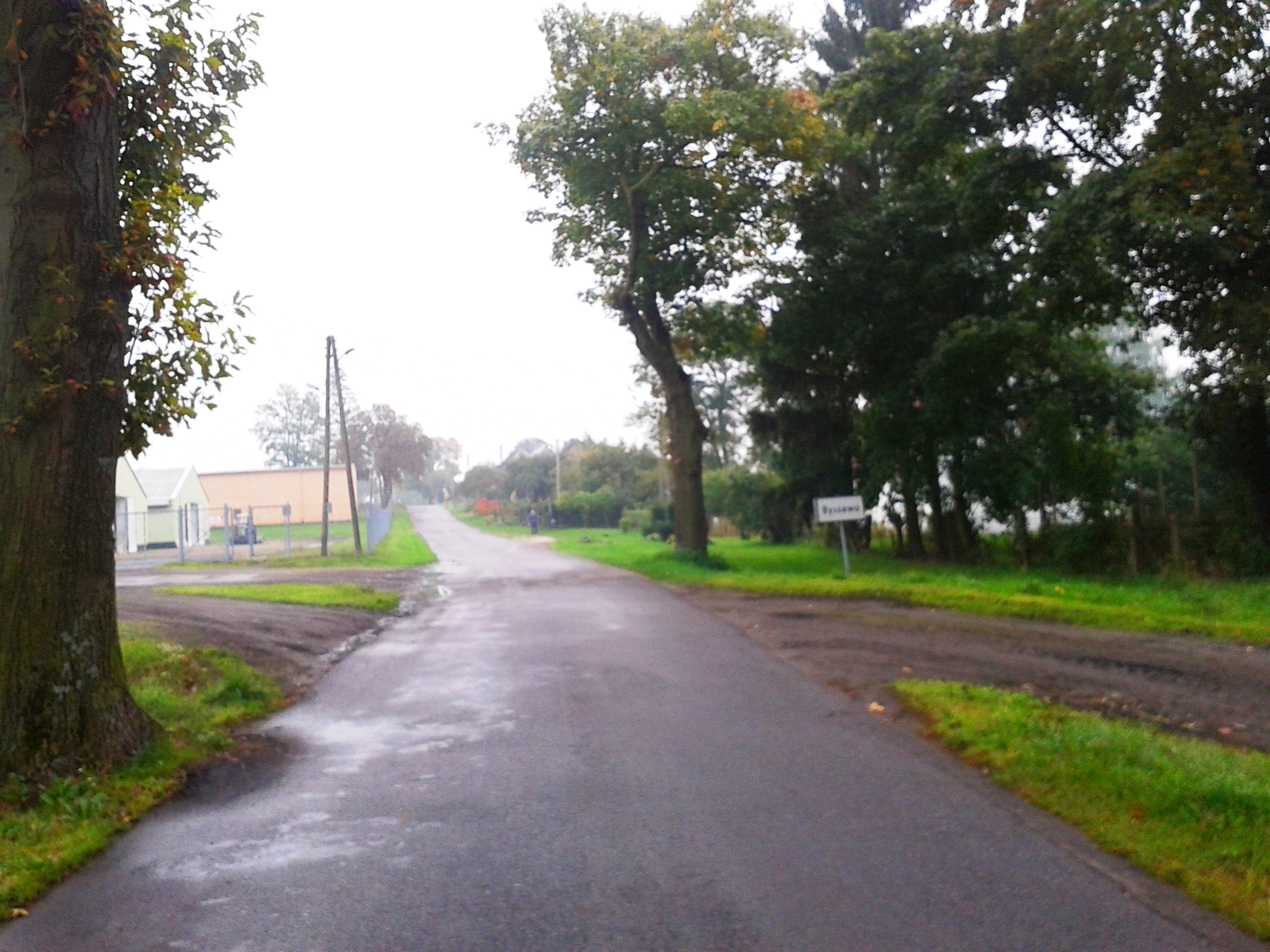
Zufahrtstraße (2014)

## Geschichte
Um 1782 war Büssow ein Vorwerk auf der Feldmark des adligen Dorfs Grabow, eines alten pommersches Lehens der in Hinterpommern alteingeborenen Familie Borcke, das schon 1500 in einem Lehnbrief der Borkonen erwähnt wurde. Zu dem Gut gehörten um 1817 außer Büssow noch die vier Vorwerke Christinenhof, Dieckborn, Margarethenhof und Rüdigershof.  Im Jahr 1818 hatte das Holzwärtereivorwerk Büssow elf Einwohner.
Anlässlich der in der ersten Hälfte des 19. Jahrhunderts im Gutsbezirk Grabow durchgeführten Regulierung der gutsherrlichen und bäuerlichen Verhältnisse wurden fünf Bauernhöfe vom Gutsbezirk abgetrennt, auf die Feldmark Christinenhof verlegt und daraus die neue Landgemeinde Christinenhof gebildet. Der Gutsbezirk Büssow hatte 1867 sechs Wohnhäuser, zwölf Haushaltungen und 67 Einwohner. Herr auf Büssow war 1911 Fritz Paul Erdmann von Borcke (* 1838).
Der Gutsbezirk Büssow, dessen Areal 1914 eine Flächengröße von 328 Hektar hatte, wurde mit Wirkung vom 30. Dezember 1927 zusammen mit dem Hauptgut Grabow in die Landgemeinde Christinenhof eingegliedert.
Im Jahr 1945 war Büssow eine Wohnstätte in der Landgemeinde Christinenhof im Landkreis Regenwalde im Regierungsbezirk Köslin der preußischen Provinz Pommern des Deutschen Reichs.
Gegen Ende des Zweiten Weltkriegs wurde die Region im Frühjahr 1945 von der Roten Armee besetzt. Nach Beendigung der Kampfhandlungen wurde Büssow zusammen mit Christinenhof und ganz Hinterpommern seitens der sowjetischen Besatzungsmacht der Volksrepublik Polen zur Verwaltung überlassen. Danach begann die Zuwanderung von Polen. Der Ortsname wurde zu ‚Byszewo‘ polonisiert. In der Folgezeit wurde die einheimische Bevölkerung von der polnischen Administration aus Christinenhof vertrieben.